# Tofikh Ismayilovstadion
Het Tofikh Ismayilovstadion is een voetbalstadion in de Azerbeidzjaanse stad Bakoe. Het stadion heeft momenteel geen vaste bespeler.